# Discipline (álbum de Janet Jackson)
Discipline es el décimo álbum de estudio de la cantante estadounidense de R&B y pop, Janet Jackson; lanzado el 22 de febrero de 2008. Es el primer álbum que Jackson publica con la compañía discográfica Island Def Jam Music Group, después de dejar la compañía Virgin, con la que firmó en 1991 y con la que había acordado grabar un total de cinco álbumes, así bien el contrato se cumplió en el año 2006 con la publicación del álbum 20 Y.O..
Jackson trabajó con varios productores musicales, entre ellos: Rodney Jerkins, D'Mile, Jermaine Dupri, Stargate, David Gough, Tricky Stewart, The-Dream y Shea Taylor. Jimmy Jam y Terry Lewis, los principales colaboradores de Jackson en la mayoría de sus trabajos anteriores, no contribuyeron esta vez al proyecto. Ejecutivamente, el álbum fue producido por el presidente de la compañía Island Urban Jermaine Dupri y Janet Jackson.
Se lanzaron cuatro sencillos del álbum; el primero “Feedback”, se lanzó en formato de descarga digital en diciembre de 2007 y alcanzó cómo máximo el número diecinueve en la lista Hot 100 de la revista Billboard en Estados Unidos.
“Feedback” fue un gran avance en cuanto a éxito de los sencillos de Jackson, ya que hacía casi siete años que ninguno de sus sencillos lograba entrar a las veinte primeras posiciones de la lista “Hot 100”, desde “Someone to call my lover” que llegó al número tres en 2001.
Un DVD también se lanzó en la versión especial de Discipline, que contenía tomas de la producción y grabación del álbum, información sobre la promoción, y los vídeos musicales.
El álbum recibió revisiones positivas generalmente, algunos de los críticos argumentaron que Discipline era mejor que los dos álbumes anteriores de la artista. No obstante los resultados comerciales no eran compatibles con el éxito crítico obtenido. A pesar de debutar en el número uno en Estados Unidos en la lista de álbumes Billboard 200, las ventas disminuyeron rápidamente.  Hasta septiembre de 2008 se estimaba que Discipline había vendido poco más de 500.000 copias en Estados Unidos y más de 2.000.000 en todo el mundo.

## Producción

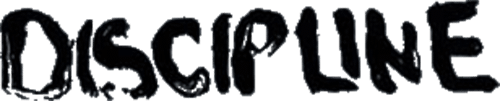
Logotipo del álbum

En julio de 2007, se anunció que Jackson había firmado un contrato de grabación con la compañía Island Def Jam Music Group (compañía que es de la misma propiedad del primer sello discográfico de Jackson A&M Records), después de dejar la compañía Virgin con la que firmó en 1991 y con la que había acordado grabar un total de cinco álbumes, así bien el contrato se cumplió en el año 2006 con la publicación del álbum 20 Y.O..
El título que se le puso al álbum Discipline, es una forma de reconocer el compromiso y dedicación de Jackson hacia su carrera. Discipline se lanzó el 26 de febrero de 2008, bajo la supervisión del presidente de la discográfica L.A. Reid.
Jackson trabajó con varios productores musicales, entre ellos: Rodney Jerkins, D'Mile, Jermaine Dupri, Stargate, David Gough, Tricky Stewart, The-Dream y Shea Taylor. Jimmy Jam y Terry Lewis, los principales colaboradores de Jackson en la mayoría de sus trabajos anteriores, no contribuyeron esta vez al proyecto. Ejecutivamente, el álbum fue producido por el presidente de la compañía Island Urban Jermaine Dupri y Janet Jackson. La artista no participó en la escritura de ninguna de las canciones, algo que es poco habitual.

La canción “So Much Betta” contiene samples (muestras) de la canción “Daftendirekt” del dúo francés de música house Daft Punk.
La edición de lujo incluyó un DVD titulado The making of discipline. El DVD está dividido en cinco capítulos que documentan la producción y promoción del álbum, además del vídeo musical de “Feedback”. El primer capítulo titulado “Photo Shoots” muestra a Jackson posando en las sesiones de fotos de la carátula y del folleto de créditos del álbum. Ella pasó dos días trabajando en esto y reveló que todavía se siente incómoda delante de las cámaras, a pesar de ya estar dos décadas trabajando en la industria de la música. En el segundo capítulo titulado "the studio", Jackson expresó su opinión sobre el trabajo de grabación, declarando que aunque generalmente disfruta de esta experiencia, a veces también es aburrido. Ella también comentó sobre la elaboración de sus canciones, que se van construyendo por partes desde las melodías hasta las voces de fondo o sonidos. El tercer capítulo "rehearsals", muestra los ensayos de las rutinas de baile del videoclip de "Feedback". El DVD revela que los ocho bailarines habían estado practicando durante más de una semana antes de que comenzaran a trabajar con Jackson. Los bailarines tenían en total tres días para ensayar la coreografía con Jackson y dos días para la filmación del video. Jackson describió el vídeo cómo "metáfora de la tensión sexual". El cuarto capítulo "behind the video"  muestra cómo fue la filmación del vídeo. Jackson le dijo al director que ella quería un "concepto futurista y malhumorado", entonces a él se le ocurrió lo del "escenario espacial" que es el tema del vídeo de "Feedback". El quinto capítulo muestra el vídeo listo y terminado.
El 31 de marzo de 2008, una edición de Discipline con un embalaje ecológico fue lanzada por las tiendas Wal-Mart como parte de una promoción verde.

## Críticas y revisiones
La respuesta crítica al álbum fue principalmente favorable, Metacritic calculó un promedio de un 61% de revisiones positivas, basándose en 14 comentarios. Keith Harris, de la revista Rolling Stone escribió lo siguiente: “Janet Jackson ha abandonado el r&b de plástico de su 20 Y.O., para dar paso a una clase de megapop digitalizado”. Andy Kellman de Allmusic, dio cuatro de cinco estrellas al álbum y comentó que varias de las pistas eran “inocentes, universales y que invitaban a cualquier otra cosa cómo el pasado de Janet”. La revista Us weekly de otorgó tres de cuatro estrellas y le dio una revisión positiva. La revista Slant describió al álbum, “cómo el álbum más cohesivo de Jackson”, y le dio tres de cinco estrellas. El semanario The Village voice, dijo que el álbum era el más “coherente de Jackson, desde Control ”
También recibió varios comentarios negativos. El diario The Boston Globe dijo que: “la decisión de Jackson de reciclar una vez más la ninfo-rutina es simplemente aburrido”. La revista electrónica PopMatters describió al álbum cómo “lo típico y ya viejo de ella”, además agregó que “en éstos días su sonido e imagen no parecen más que la continuación de All for you ”. La revista Entertainment Weekly comentó que “las líricas de Jackson suenan cómo los mensajes de texto de un adolescente locamente enamorado”, y le dio una calificación de c-. El sitio web Digital Spy dijo que: “Jackson intenta jugar con la ninfomanía y está empezando a sonar muy, muy desesperada por las vergonzosamente lascivas letras”; y le otorgó dos de cinco estrellas. El periódico The Guardian dijo que la mayoría de las pistas eran aburridas e inmemorables, mientras que el periódico The Sunday Times simplemente lo describió cómo “extraño” y le otorgó una calificación de una de cinco estrellas.

## Recepción comercial
Discipline debutó en el número uno en la lista Billboard 200 de los álbumes más vendidos de Estados Unidos, el 15 de marzo de 2008, con 232.000 copias vendidas en su primera semana. A pesar de ser considerada una buena semana en cuanto a ventas, también vale agregar que éstas eran notablemente más bajas que las de sus dos trabajos anteriores: Damita Jo (2004) que vendió 381.000 y 20 Y.O. (2006) que vendió 296.000. En la segunda semana, las ventas disminuyeron en un 68%, cayendo al número tres con 57.000 copias vendidas.
En la tercera semana se ubicó en el número ocho con una disminución del 34.5%, en total vendió 38.000 unidades.
En la cuarta semana declinó al número diecisiete, disminuyendo las ventas un 10,5%, con 34.000 ejemplares vendidos.
Se estima que el álbum vendió 310.000 ejemplares durante su primer mes de publicación.
Discpline es el sexto álbum de Jackson que ha alcanzado la cima de la lista Billboard 200, convirtiéndose en la tercera artista mujer con más álbumes que han llegado al número uno, empatando el puesto con Mariah Carey y estando detrás de Madonna que tiene siete, y Barbra Streisand que tiene ocho.
El álbum logró éxito moderado en otros mercados, cómo en Canadá donde el alcanzó el número tres, en Japón en donde llegó al número nueve y fue certificado de oro por vender más de 100.000 unidades, y en Suiza en donde también llegó al número nueve. En el resto de los países de Europa, el álbum ha tenido la mínima repercusión.
En total, Discipline se mantuvo durante catorce semanas el la lista de álbumes Billboard 200 de Estados Unidos, y se estima que hasta el 22 de septiembre de 2008, había vendido 415.000 copias en dicho país, según Nielsen SoundScan. En octubre de 2009 Discipline, había vendido 500,000 en los EUA y 950,000 internacionalmente.

## Sencillos
Se publicaron cuatro sencillos del álbum: el primero; “Feedback”, se lanzó en formato de descarga digital el 29 de diciembre de 2007. En Estados Unidos alcanzó un máximo del número diecinueve en la lista Billboard “Hot 100”, treinta y nueve en la lista “Hot R&B/hip-hop songs”, y veintitrés en la lista “Pop 100”.“Feedback” fue un gran avance en cuanto a éxito de los sencillos de Jackson, ya que hacía casi siete años que ninguno de sus sencillos lograba entrar a las veinte primeras posiciones de la lista “Hot 100”, el último fue “Someone to call my lover” que llegó al número tres en 2001. “Feedback” fue muy exitoso en otros países, cómo en Bulgaria donde llegó al número dos, y en Canadá donde alcanzó el número tres. Al igual que el álbum, el sencillo no fue muy exitoso en Europa, alcanzando un máximo del número treinta y seis en Francia y no logrando entrar a la lista de sencillos del Reino Unido.
Los otros tres sencillos sólo fueron publicados y promovidos en Estados Unidos, por lo que no pudieron figurar en las listas musicales de otros países. “Rock with u”, el segundo sencillo; se lanzó el 5 de febrero de 2008, se promovió junto con un vídeo musical y alcanzó un máximo del número veintiuno en la lista “Bubbling under hot 100 singles” (una exención de la lista  “Hot 100”). “Luv”, el tercer sencillo; se lanzó el 12 de febrero de 2008 y llegó a un máximo del número treinta y cuatro en la lista “Hot R&B/hip-hop songs”. A diferencia de sus dos antecesores, “Luv” no fue acompañado por un vídeo musical. Un cuarto sencillo, la balada “Can't be good”; se lanzó el 19 de mayo de 2008 en la radio pop, y hasta el momento ha llegado al número setenta y seis en la lista “Hot R&B/hip-hop songs”.

## Rock witchu Tour

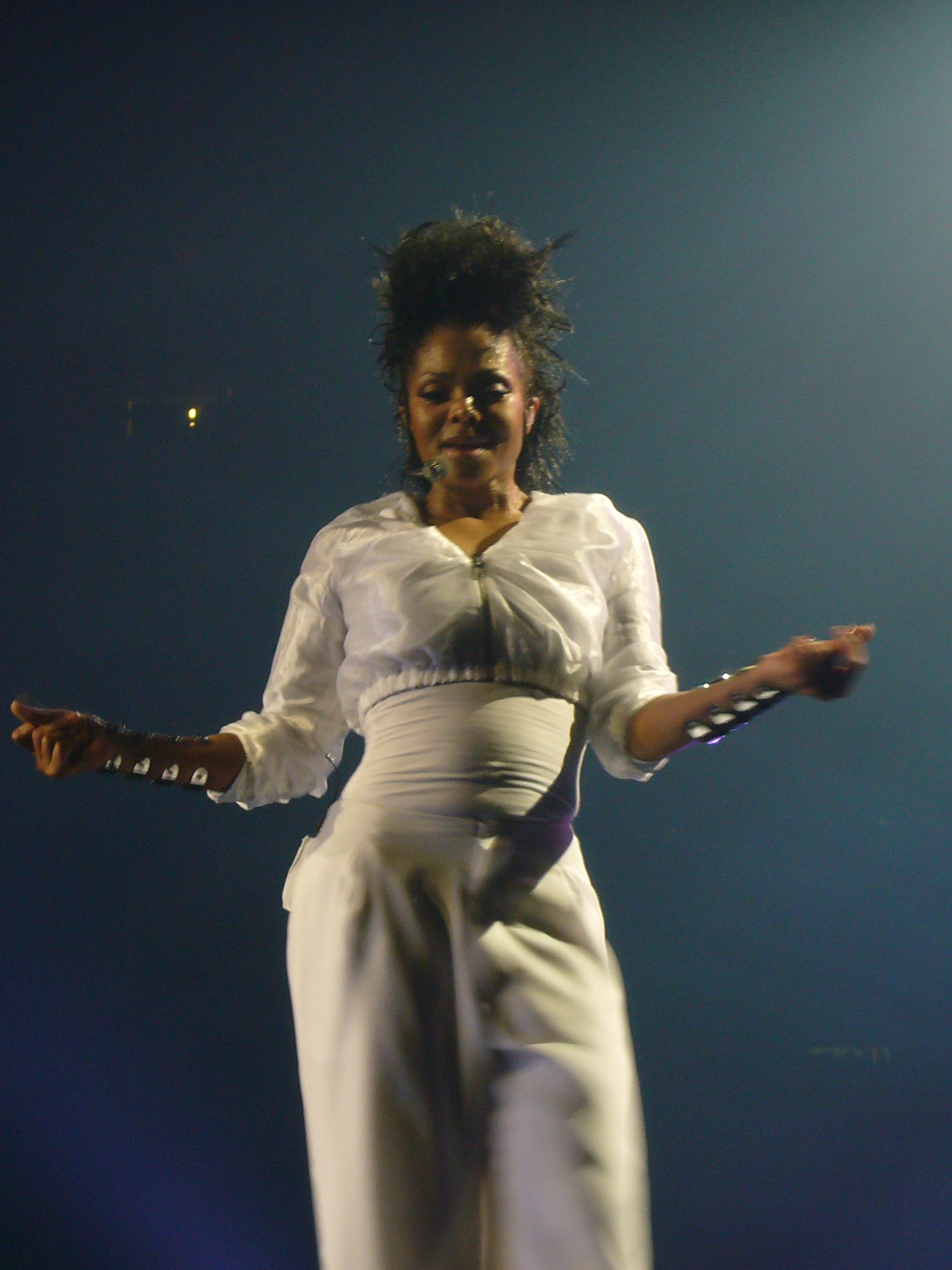
Jackson cantando en el Rock witchu tour.

Aunque la promoción de Discipline se detuvo en junio, Jackson comenzó el Rock witchu tour, su quinta gira de conciertos; el 10 de septiembre de 2008, con el apoyo de Live Nation; en total se confirmaron más de veinte conciertos.
Hasta el momento ha recibido buenos comentarios departe de los críticos,  Amy O'Brian, del diario The Vancouver Sun; describió el espectáculo de Jackson en Vancouver, cómo un “rendimiento de alto voltaje”. Del mismo modo, Jim Harrington del diario The Oakland Tribune comentó que “al igual que las anteriores giras de Jackson, el Rock witchu tour era llamativo, de alto presupuesto, lleno de extravagancias, con rutinas de baile bien coreografiadas y un montón de actos teatrales.”
La respuesta comercial inicialmente también ha sido buena, con las entradas de varios de los conciertos agotadas rápidamente. Los actos de apertura, a cargo de los artistas LL Cool J y Donnie Klang también han sido bien recibidos por los fanáticos de Jackson.

## Ruptura de Jackson con su compañía discográfica
Después de catorce meses trabajando con la compañía discográfica Island Def Jam, Jackson anunció su salida de la compañía el 22 de septiembre de 2008. El quiebre de la relación se debió a la insatisfacción de Jackson con la promoción que la compañía le estaba dando al álbum Discipline, esto lo dejó claro en una entrevista con el sitio web SOHH.com, donde declaró lo siguiente: “pararon toda la promoción del álbum después del lanzamiento del primer sencillo ‘Feedback’”. Jackson ya había insinuado anteriormente la posible ruptura con Island Ded Jam, cuando en una entrevista con la revista Billboard comentó lo siguiente: “No puedo decir si voy a continuar trabajando con ellos en el futuro. Yo no se lo que depara el futuro entre nosotros dos”.
Uno de los representantes de Jackson se refirió al tema, declarando lo siguiente: “Ahora Janet tendrá autonomía sobre su carrera, sin las restricciones de los sistema de las compañías discográficas...Siempre sabe abrir nuevos caminos y establecer tendencias, la salida de Janet de Island la hace uno de los primeros artistas superestrella en tener la libertad individual para promover su trabajo a través de una variedad de vías; tales cómo: iTunes, la telefonía móvil y otros diversos e innovadores canales”.

## Lista de pistas
1. “I.D. (interlude)” (Rodney Jerkins, Dernst Emile) - 0:47
2. “Feedback” (Rodney Jerkins, Dernst Emile, LaShawn Daniels, Tasleema Yasin) - 3:38
3. “Luv” (Rodney Jerkins, Dernst Emile, LaShawn Daniels, Tasleema Yasin) - 3:09
4. “Spinnin (interlude)” (Rodney Jerkins) - 0:07
5. “Rollercoaster” (Rodney Jerkins, Theron Thomas, Timothy Thomas) - 3:50
6. “Bathroom break (interlude)” (Rodney Jerkins) - 0:40
7. “Rock with u” (Shaffer Smith, Jermaine Dupri, Eric Stamile)  - 3:52
8. “2nite” (Mikkel S. Eriksen, Tor Erik Hermansen, Phillip "Taj" Jackson) - 4:08
9. “Can't b good” (Shaffer Smith, David Gough) - 4:13
10. “4 words (interlude)” (Rodney Jerkins, Janet Jackson) - 0:07
11. “Never letchu go” (Jermaine Dupri, Johnta Austin, Manuel Seal) - 4:07
12. “Truth or dare (interlude)” (Rodney Jerkins, Dernst Emile, LaShawn Daniels, Delisha Thomas) - 0:23
13. “Greatest x” (Christopher Stewart, Terius Nash) - 4:23
14. “Good morning janet (interlude)” (Rodney Jerkins) - 0:43
15. “So much betta” (Jermaine Dupri, Crystal Johnson, Manuel Seal) - 2:52
16. “Play selection (interlude)” (Rodney Jerkins) - 0:17
17. “The 1” (con Missy Elliott) (Jermaine Dupri, Crystal Johnson, Manuel Seal, Melissa Elliott) - 3:40
18. “What's ur name” (Jermaine Dupri, Crystal Johnson, Manuel Seal) - 2:33
19. “The meaning (interlude)” (Rodney Jerkins, Dernst Emile, LaShawn Daniels, Delisha Thomas) - 1:16
20. “Discipline” (Shaffer Smith, Shea Taylor) - 5:00
21. “Back (interlude)” (Rodney Jerkins) - 0:18
22. “Curtains” (Rodney Jerkins, Eric Dawson, LaShawn Daniels, Antonio Dixon) - 3:50

### Pistas adicionales, venta al por menor
1. “Let me know” (Charles Harmon, Smith) (incluida en las versiones australiana, británica y japonesa de Discipline, comprado a través de iTunes)
2. “Feedback” (Ralphi Rosario Electroshok Radio Mix) (incluida en las versiones británica y japonesa de Discipline, comprado a través de iTunes)
3. “Feedback” (Moto Blanco Radio Edit) (incluida en las versiones europea y japonesa de Discipline, comprado a través de iTunes)

### Edición de lujo con el DVD:The making of Discipline
1. The photo shoot
2. The recording studio
3. Rehearsal
4. Making of the "Feedback" video
5. "Feedback" music video

## Posicionamientos en listas de ventas
| Lista (2008)                                      | Posición de apogeo | Ventas        |
| ------------------------------------------------- | ------------------ | ------------- |
| Australia (ARIA)                                  | 16                 | Oro (35,000)  |
| Bélgica (Flanders)                                | 46                 |               |
| Bélgica (Wallonia)                                | 43                 |               |
| Canadá (Billboard)                                | 3                  |               |
| Países Bajos (Billboard)                          | 28                 |               |
| Europa European Top 100 Albums (Billboard)        | 41                 | (100,000)     |
| Francia (SNEP)                                    | 43                 | (10,000)      |
| Alemania (Media Control Charts)                   | 38                 | (10,000)      |
| Grecia (IFPI)                                     | 23                 |               |
| Irlanda                                           | 60                 |               |
| Italia (FIMI)                                     | 28                 | (12,000)      |
| Japón (Oricon)                                    | 9                  | Oro (100,000) |
| Nueva Zelanda (RIANZ)                             | 35                 |               |
| Noruega (VG-lista)                                | 30                 |               |
| Suiza (Schweizer Hitparade)                       | 9                  | Oro (20,000)  |
| Reino Unido (UK Albums Chart)                     | 63                 | (20,000)      |
| Estados Unidos (Billboard 200)                    | 1                  | Oro (500,000) |
| Estados Unidos (Billboard Top R&B/Hip-Hop Albums) | 1                  | Oro (500,000) |

## Historial de fechas de lanzamiento
| Región       | Fecha                 |
| ------------ | --------------------- |
| Austria      | 22 de febrero de 2008 |
| Dinamarca    | 22 de febrero de 2008 |
| Francia      | 22 de febrero de 2008 |
| Irlanda      | 22 de febrero de 2008 |
| Italia       | 22 de febrero de 2008 |
| Países Bajos | 22 de febrero de 2008 |
| Suiza        | 22 de febrero de 2008 |
| Finlandia    | 25 de febrero de 2008 |
| Grecia       | 25 de febrero de 2008 |
| Noruega      | 25 de febrero de 2008 |
| Portugal     | 25 de febrero de 2008 |
| España       | 25 de febrero de 2008 |
| Suecia       | 25 de febrero de 2008 |
| Reino Unido  | 25 de febrero de 2008 |

| Región          | Fecha                 |
| --------------- | --------------------- |
| Australia       | 26 de febrero de 2008 |
| Canadá          | 26 de febrero de 2008 |
| República Checa | 26 de febrero de 2008 |
| India           | 26 de febrero de 2008 |
| Indonesia       | 26 de febrero de 2008 |
| Nueva Zelanda   | 26 de febrero de 2008 |
| Corea del Norte | 26 de febrero de 2008 |
| Filipinas       | 26 de febrero de 2008 |
| Rusia           | 26 de febrero de 2008 |
| Singapur        | 26 de febrero de 2008 |
| Corea del Sur   | 26 de febrero de 2008 |
| Estados Unidos  | 26 de febrero de 2008 |
| Japón           | 27 de febrero de 2008 |
| Israel          | 28 de febrero de 2008 |

| Región        | Fecha                 |
| ------------- | --------------------- |
| Taiwán        | 29 de febrero de 2008 |
| Polonia       | 29 de febrero de 2008 |
| Latinoamérica | 3 de marzo de 2008    |
| Brasil        | 13 de marzo de 2008   |
| Tailandia     | 15 de marzo de 2008   |
| Alemania      | 28 de marzo de 2008   |